# شاومي مي2 إيه
شاومي مي2 إيه (بالإنجليزية: Xiaomi Mi2A)‏ هو هاتف ذكي من شيومي يعمل بنظام أندرويد، تم طرحه في الأسواق في 9 أبريل 2013.

## الخصائص
- نظام التشغيل: أندرويد
- الكاميرا الأمامية: 2 ميجابكسل
- الكاميرا الخلفية: 8 ميجابكسل
- المعالج: 70 جيجا هرتز
- الذاكرة: 1 جيجابايت
- التخزين: 16 جيجابايت

## وصلات خارجية
- الموقع الإلكتروني